# Shkelqim Demhasaj
Shkelqim Demhasaj (ur. 19 kwietnia 1966 w Szafuzie) – szwajcarski i kosowski piłkarz, były członek szwajcarskich reprezentacji U-20, U-21 oraz reprezentacji Kosowa.